# Carsten Otto
Carsten Matthias Otto (* 14. April 1986 in Berlin) ist ein deutscher Hörspiel- und Synchronsprecher.

## Leben
Sein Studium der Informatik mit Nebenfach Geografie an der Humboldt-Universität zu Berlin schloss er 2014 mit dem Diplom ab. Er ist der Bruder von Ilona Brokowski. Otto ist vor allem in den Serien Big Time Rush (als Logan) und The Hard Times of RJ Berger (als RJ Berger) zu hören.

## Sprechrollen
Filme
- 1996: Ross Bagley (als Dylan Dubrow) in Independence Day
- 2000: Jake Epstein (als Duffy) in Mamas Rendezvous mit einem Vampir
- 2002: Ben Ridgeway (als Lee) in About a Boy oder: Der Tag der toten Ente
- 2007: Urara Takano (als Shinya Takizawa) in Detektiv Conan: Das Phantom der Baker Street
- 2012: Dylan O’Brien (als Dave Hodgman) in The First Time – Dein erstes Mal vergisst du nie!

Serien
- 1990–1996: Ross Bagley (als Nicky Banks) in Der Prinz von Bel-Air (Episode 100–148)
- 2001: Cody Hida aus Digimon Adventure 02
- 2002: Henry Wong aus Digimon Tamers
- 2002: Oob aus Dragonball Z
- 2003–2004: Taylor Emerson (als Michael) in Oliver Beene
- 2006: Oob aus Dragonball GT
- 2008: Giro aus Blue Dragon
- 2009–2013: Logan Henderson (als Logan Mitchell) in Big Time Rush
- 2010: Rafi Gavron (als Bug) in Life Unexpected (Episode 1.01–2.01)
- Seit 2010: Finn der Mensch aus Adventure Time
- 2010–2011: Paul Iacono (als Richard „RJ“ Berger) in The Hard Times of RJ Berger
- seit 2011: Beau Mirchoff (als Matty McKibben) in Awkward – Mein sogenanntes Leben
- 2013: Cole Campbell aus Die Thundermans
- 2017–2018: Ben Giroux aus Bunsen ist ein Biest
- 2018: Akira Ishida (als Aru Akise) in Mirai Nikki